# 赤楊金花蟲
赤楊金花蟲（学名：Plagiostema formosana）为金花蟲科平胸金花蟲屬下的一个种。